# Agnès Monnet
Agnès Monnet, née en 1954, est une femme politique ivoirienne, membre historique du Front populaire ivoirien (FPI).

## Biographie
Agnès Monnet est une femme politique ivoirienne et enseignante-chercheuse. Elle est membre historique du Front Populaire Ivoirien (FPI), le parti fondé par l'ex président ivoirien Laurent Gbagbo. Elle est l’épouse du Ministre Léon Emmanuel Monnet.

## Vie professionnelle
Titulaire d’un Doctorat de 3e cycle en Lettre moderne, Agnès Monnet est maître-assistant à l’université Felix Houphouët-Boigny d’Abidjan Cocody.
Elle a dirigée l’Agence Ivoirienne de la Coopération francophone (AICF) – actuelle Commission nationale de la Francophonie - de 2003 à 2011.

## Vie politique
Agnès Monnet est une des premières femmes à s’engager au FPI. Elle est nommée secrétaire national du FPI chargée des questions de communication, notamment quant à l'organisation de manifestations à caractère public.
Agnès Monnet est la première femme maire de la commune d'Agou dans la Région de La Mé, de 2000 à 2013. Elle est réélu à ce poste en 2018.Agnès Monnet remplace en juillet 2014, Laurent Akoun au secrétariat général du FPI conduit par Pascal Affi N’Guessan.Elle démissionne de son poste de secrétaire générale et porte-parole du FPI de Pascal Affi N’Guessan en mars 2019.